# Zamná

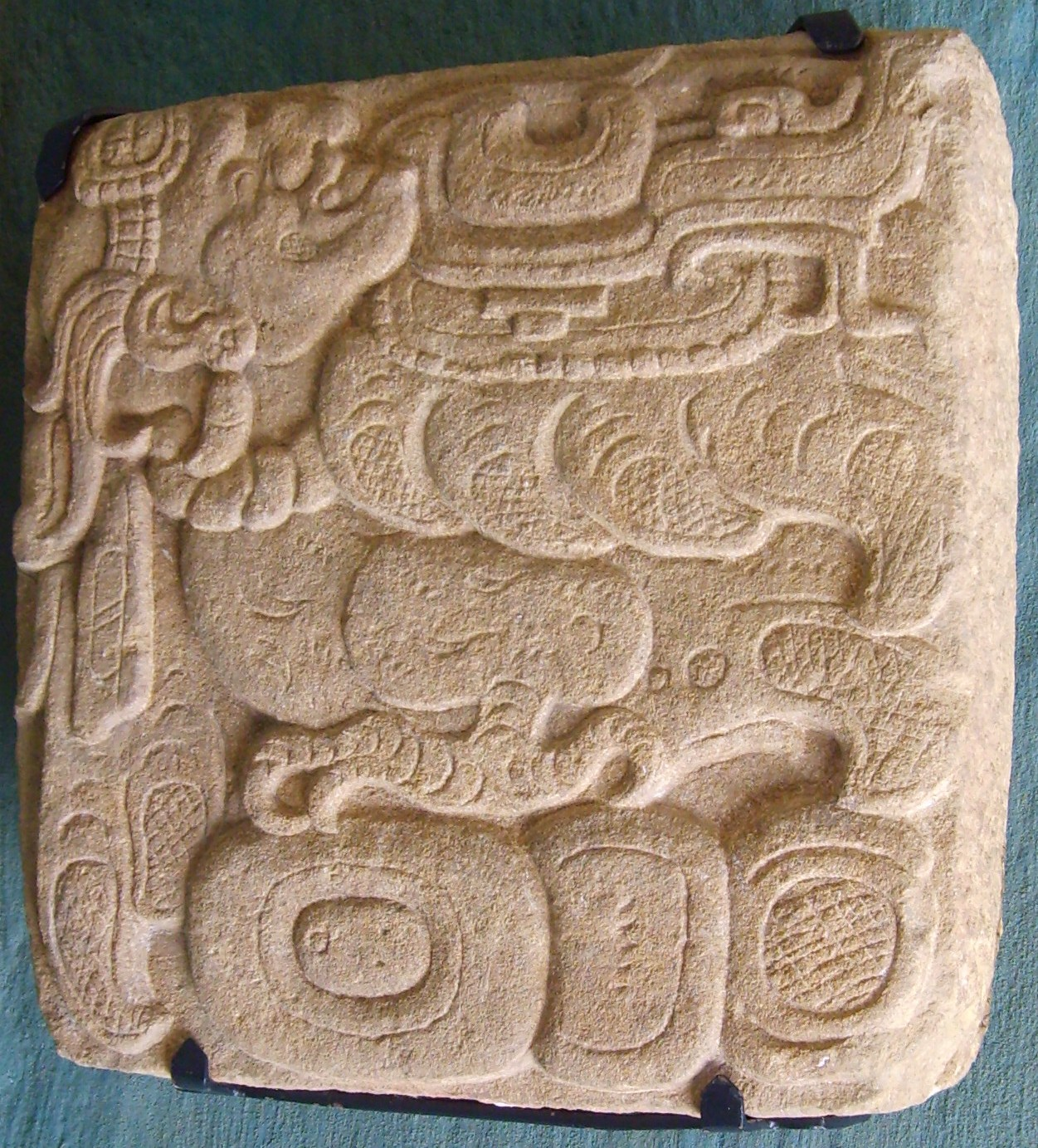
Glifo mesoamericano del período clásico con una representación de Itzamná con cuerpo de pájaro. Hallado en la Plaza del Sol de Toniná.

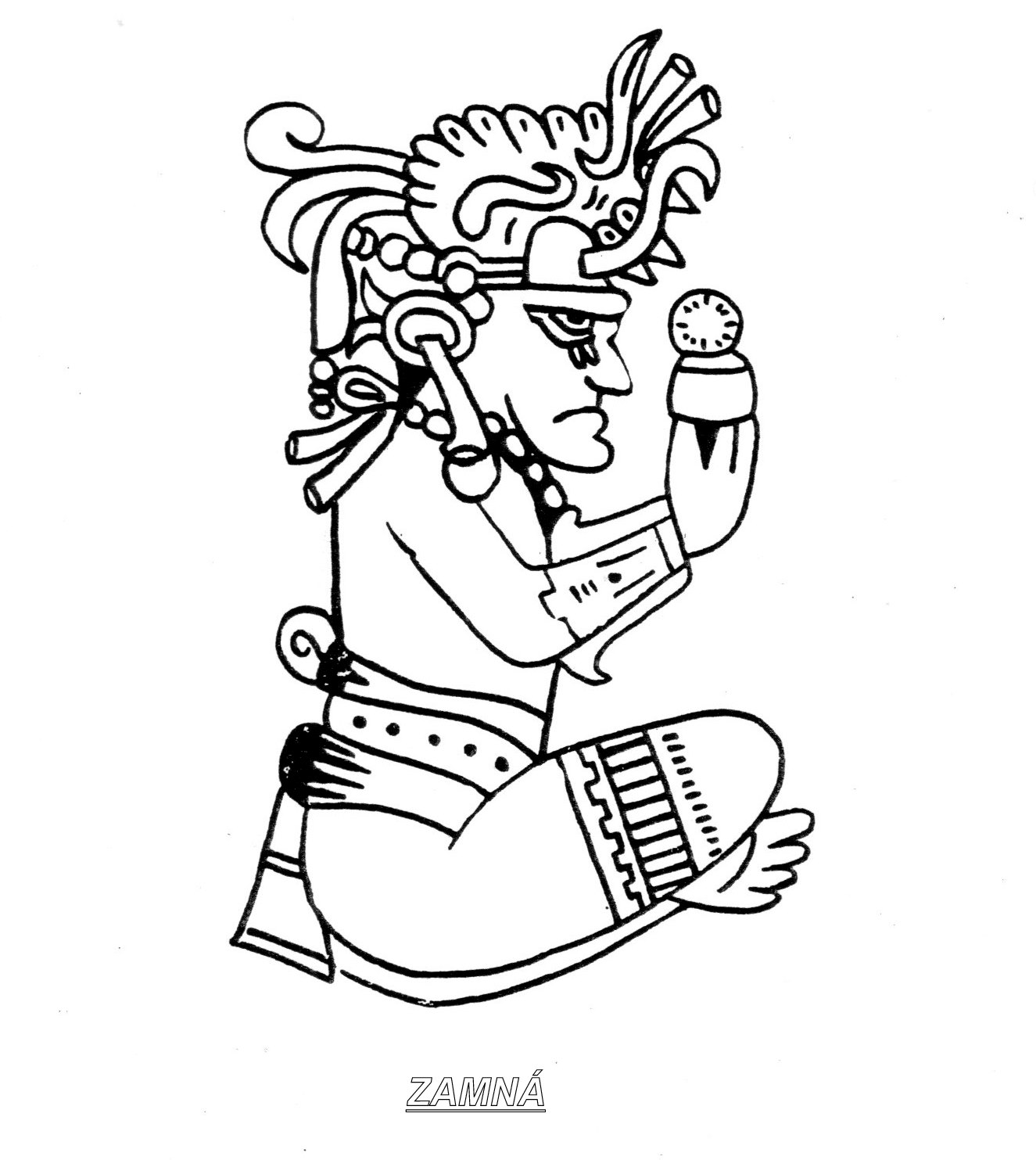
Imagen gráfica representativa de Zamná, el sacerdote sabio.

Zamná, también llamado tras su deificación: Itzamná (del maya: Itzamná ‘casa del rocío’‘ itz, rocío; ah, de/persona que se ocupa de; naah, casa’), fue en un principio un gran sacerdote maya llegado con los chanes de Bacalar (después llamados itzáes) para fundar y establecerse en Chichén Itzá, hacia el año 525 d. C., "durante la primera bajada o bajada pequeña del oriente, que mencionan las crónicas".

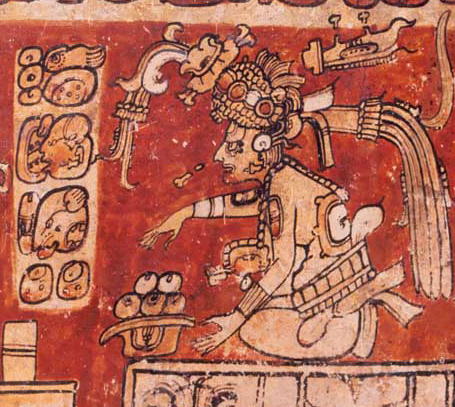
Itzamná en el panteón maya.

Ahí, en Chichén Itzá, habiendo asentado los chanes la sede de su gobierno, vivió Zamná un tiempo y enseñó sus doctrinas. Hombre sabio que "puso nombre a los parajes y tierras, sitios y promontorios del Mayab, hoy Yucatán" e inventó los primeros caracteres que sirvieron de letras a los nativos de la región. Este sacerdote recibió asimismo el nombre de Lakin-Chan que en lengua maya quiere decir "el sacerdote Chan, que vino del oriente". La importancia de Zamná como fecundo creador de la cultura maya derivó de su llegada a Chichén Itzá en la época de su fundación.

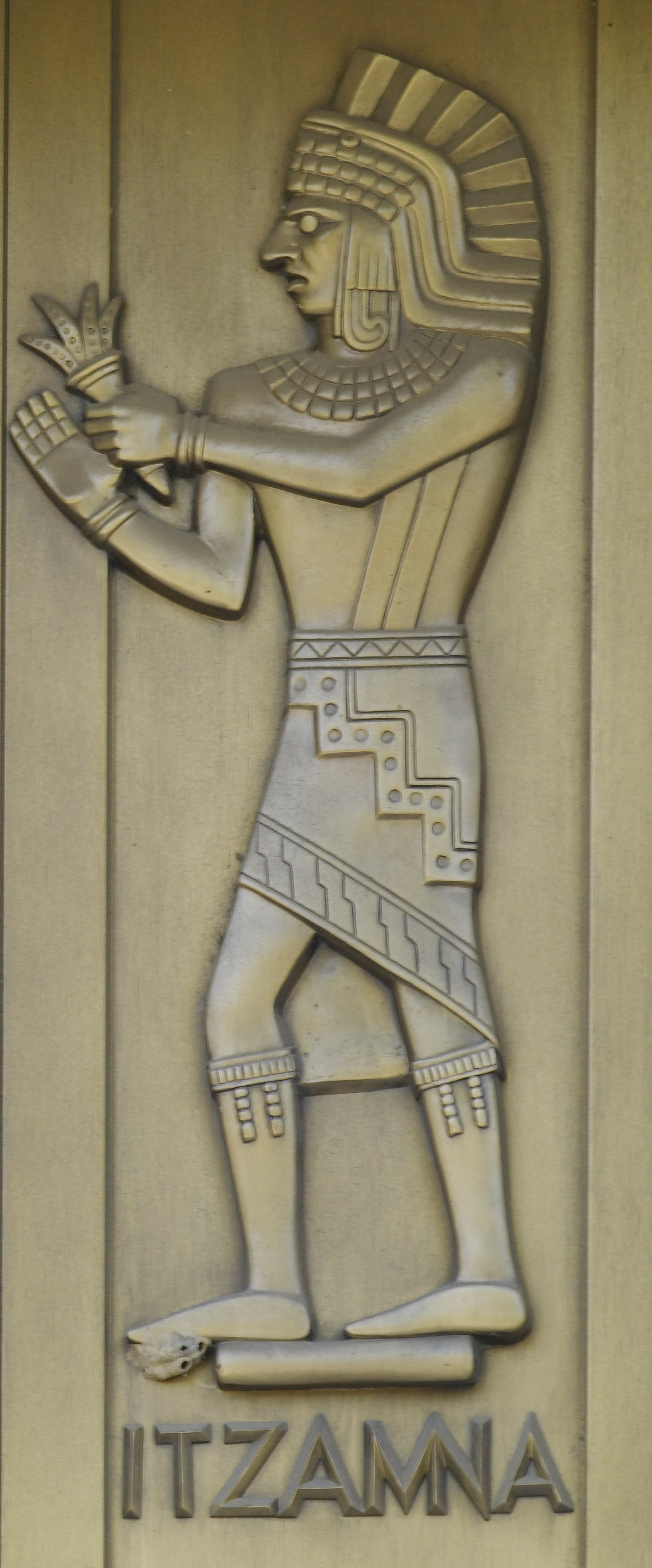
Lee Lawrie, Representación de Itzamná (1939). Biblioteca del Congreso Edificio de John Adams, Washington D. C.

La influencia de Zamná siguió la ruta de los chanes hacia el poniente quienes, en su trayecto por la península, fundaron otras ciudades populosas, hoy importantes, como Ek Balam, Izamal, Motul y T'Hó, que se ubicó donde está la actual Mérida, fundada por los españoles durante el proceso de la conquista de Yucatán.

## Deificación
Transcurrido el tiempo, acrecentado su prestigio y engrandecida su fama, Zamná fue elevado a deidad en el panteón maya. Así, Itzamná dios, según Eric S. Thompson, en su libro Historia y Religión de los Mayas, está vinculado con el rostro del sol y con la lluvia, por tanto con la agricultura. Tradicionalmente a Itzamná se le considera hijo de Hunab Ku, Dios único, y entre las atribuciones que se le dan está el ser deidad de la medicina y de la agricultura, además de ser "El señor de los cielos, de la noche y del día".

## Etimología
Aunque anteriormente se aceptaba la etimología que usó Eric Thompson, en la que el nombre de este personaje está compuesto por las partículas itzam lagarto y naaj casa (formando así el compuesto casa del lagarto), estudios epigráficos modernos sugieren que la primera partícula del nombre puede realmente significar iits (raíz lingüística utilizada para denotar toda clase de secreciones, incluidas resina, savia, semen y rocío) o bien, pudiera referirse a su cualidad de dispersor o hechicero. Sin embargo, la lectura fonética exacta de los glifos referentes a este dios, está todavía por confirmarse.

## Legado
Se le atribuye a Zamná, entre otra enseñanzas, el haber mostrado a su pueblo las bondades, el cultivo y el uso de ki (henequén), el agave que desde entonces ha estado presente en la actividad agrícola de la península de Yucatán (véase también agroindustria henequenera)
Izamal, en Yucatán, ha sido considerado como el centro principal del culto a Zamná, ya que, según la tradición, en esa ciudad vivió después de haber salido de Chichén Itzá, y ahí murió. Según Molina Solís no debe atribuirse a él la fundación de Izamal, aunque este sea un hecho tradicionalmente aceptado; en esta misma tradición local, se afirma que los restos de Zamná fueron enterrados en los diferentes edificios prehispánicos aún existentes en esta ciudad.